# Мун Сон Мён
Мун Сон Мён (кор. 문선명?, 文鮮明?; 25 февраля (или 6 января по лунному календарю) 1920, Тэйсю — 3 сентября 2012, Капхён) — южнокорейский религиозный деятель, основатель и лидер нового религиозного движения «Церковь объединения». Мун Сон Мён известен проведением массовых бракосочетаний «церемоний благословения», целью которых провозглашал построение гармоничного мира посредством укрепления традиционного брака.

## Обзор
Мун Сон Мён занимался общественной, религиозной и предпринимательской деятельностью, был основателем одного из крупнейших (по данным газеты The New York Times на 1 декабря 1998 года) южнокорейского чеболя «Тонъиль групп», миллиардер, медиамагнат. Основанные им международные общественные организации «Федерация за всеобщий мир», «Федерация женщин за мир во всём мире», «Служение ради мира» имеют консультативный статус в ЭКОСОС при ООН. Мун Сон Мён несколько раз встречался с президентами США и с руководителями государств, среди которых Король Иордании, президенты Нигерии и Монголии, включая встречу с Михаилом Горбачевым во время его визита в СССР в 1990 году и встречу в Пхеньяне с Ким Ир Сеном. В США он известен как основатель консервативной газеты Вашингтон таймс. При жизни неоднократно подвергался не только гонениям со стороны прессы, но и судебным преследованиям.

## 1920—1930-е годы: детство и образование
Мун Ён Мён (данное при рождении имя) родился 25 февраля 1920 года в Корее в городе Чонджу провинции Пхёнан-Пукто в крестьянской семье. У его родителей было тринадцать детей. Он был вторым сыном.
Семья Мунов следовала конфуцианской традиции, и Мун Сон Мён до 14 лет получал образование в конфуцианской школе. Его родители стали членами местной пресвитерианской общины, когда ему было 10 лет. С 1934 до 1938 год он продолжил образование в государственной начальной школе в Чонджу. Так же он посещал собрания пятидесятников, преподавал в воскресной школе, а также помогал священнику во время воскресной службы. Сам Мун Сон Мён изучал Библию, развивал собственную её интерпретацию, молился. Он утверждал, что 17 апреля 1935 года, в возрасте 15 лет, получил откровение от Христа, и что это повлияло на формирование его религиозных мировоззрений.

## 1940-е годы: жизнь в Японии и движение за независимость Кореи

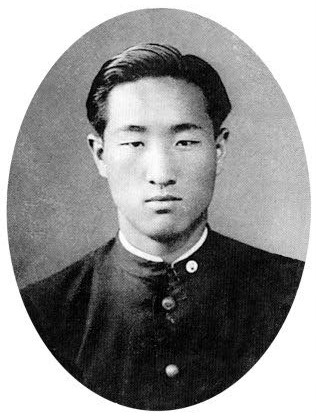
Мун Сон Мён в Университете Васеда, Япония, 1941 год

Мун Сон Мён продолжил образование в гимназии для мальчиков в Сеуле, в 1941 году окончил торгово-промышленный колледж Кёнсон, затем c 1941 по 1943 год жил в Японии, изучал электротехнику в техническом колледже Васеда при Университете Васэда в Токио, продолжил систематизировать свои религиозные взгляды и подрабатывал портовым грузчиком. В эти годы, когда Корейский полуостров был оккупирован Японией, он сотрудничал с членами коммунистической партии и христианами в движении за независимость Кореи. В октябре 1943 года он вернулся в Корею. После Второй мировой войны и тюремного заключения в Северной Корее стал активным антикоммунистом.
В октябре 1945 года Мун Сон Мён вступил в общину спиритическо-харизматического толка, где оставался до весны 1946 года. Мессианско-эзотерической группой «Израэль Судо Вон» («Монастырь Израэль») руководил настоятель Ким Пэкмун (в другой транскрипции Ким Бек Мун или Паик Мун Ким).
6 июня 1946 году Мун Сон Мён прибыл в Пхеньян, где основал собственную организацию «Церковь широкого моря» (иногда ее назвали «Церковь плача»).
В 1948 году в Северной Корее он был осуждён коммунистическими властями Северной Кореи на 5 лет и был отправлен в концентрационный лагерь в городе Хыннам. В начале Корейской войны войска ООН проводили бомбардировки территории, где находился лагерь, и 14 октября 1950 года Мун Сон Мён был освобождён.

## 1950-е годы: основание Церкви объединения

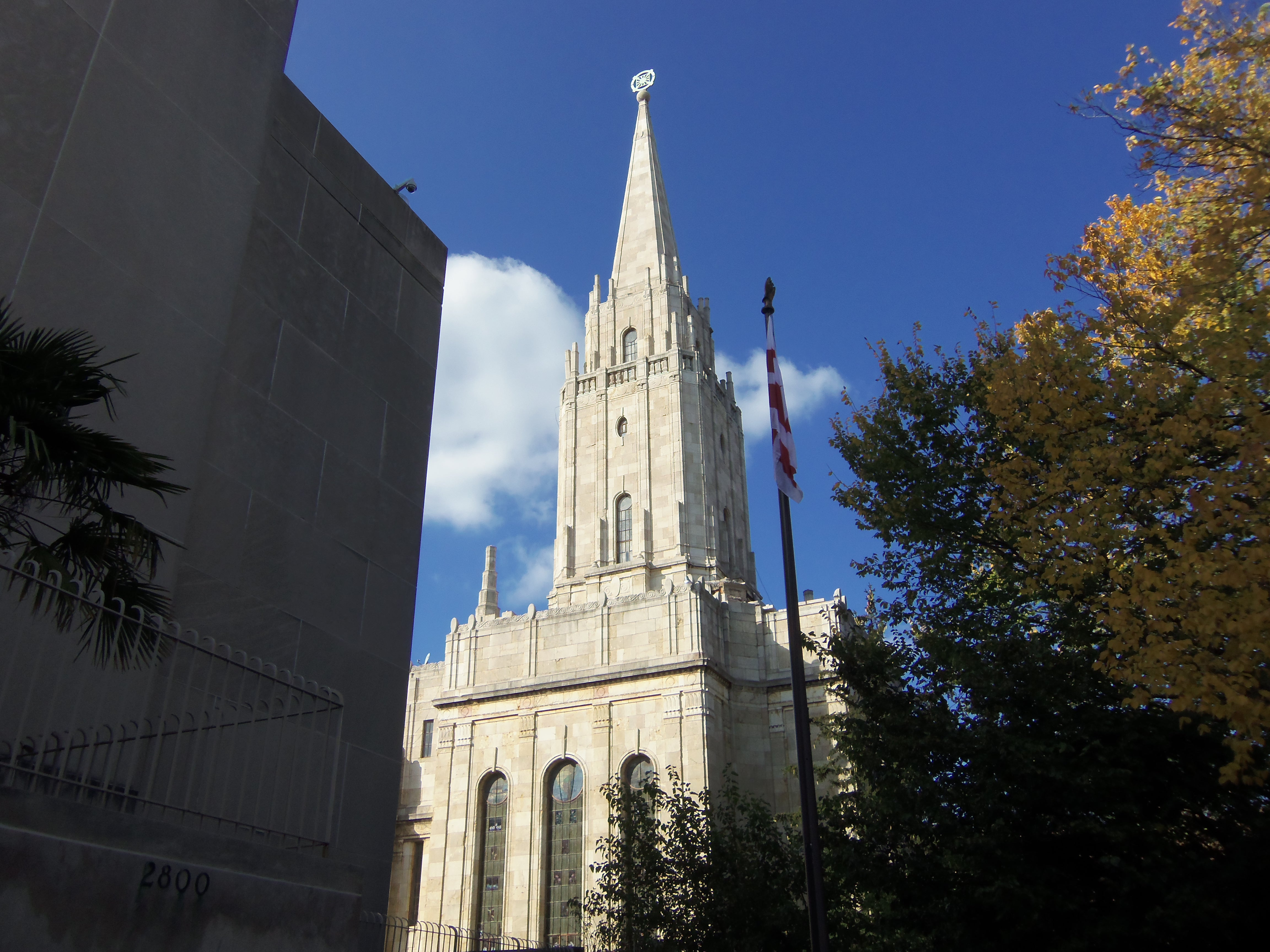
Здание Церкви объединения в Вашингтоне, США

Перейдя пешком из Северной Кореи в Южную, 3 января 1951 года он продолжил путь на юг, покинул Сеул в поисках убежища от наступавшей коммунистической армии Китая. 27 января он прибыл на станцию Чорян в Пусане, дойдя до самой южной оконечности Корейского полуострова. Подобным путем следовали тысячи других корейских беженцев, спасавшихся от войны. 10 мая 1952 года Мун, работая в построенной им лачуге из глины и картонных коробок в Помнетголе близ горы Сучон в Бусане, закончил первую версию своего религиозного учения под названием Волли Вонбон.
17 сентября 1952 года Мун и его последователи переместили духовный центр зарождающейся церкви из Пусана в Сеул. 1 мая 1954 года им была создана Ассоциация Святого Духа за объединение мирового христианства, ставшая позднее известной как Церковь Объединения. Первое помещение церкви находилось в Сеуле по адресу Пукхакдон-391, Сондонгу. Церковь объединения распространила свою деятельность и к концу 1955 года имела 30 отделений в Южной Корее.
15 августа 1957 года на корейском языке впервые вышло издание основ вероучения церкви под названием «Божественный принцип». В Церкви объединения книга имеет статус священного текста. В этом же году он отправил миссионеров в 112 городов и сел Кореи. 15 июля 1958 года Мун Сон Мён отправил первого миссионера в Японию, а 2 января 1959 года первый миссионер направился в США.
20 мая 1959 года Мун Сон Мён открыл свое первое промышленное предприятие «Ехва», которое позднее стало корпорацией тяжёлой промышленности «Тонъиль».

## 1960-е годы: «Благословение» и написание «Божественного принципа»
11 апреля 1960 года Мун Сон Мён женился на Хан Хакча, вскоре после её восемнадцатилетия по корейскому летоисчислению. 15 мая 1961 года в Сеуле супруги провели первую церемонию, в которой они благословили браки 36 пар своих последователей. Такие церемонии продолжились и получили название «Благословение».
5 мая 1962 года Мун Сон Мён основал балет «Маленькие ангелы» с целью создания положительного имиджа Кореи на мировой арене.
28 января 1965 года Мун Сон Мён отправился в первое мировое турне по 120 городам, начиная с Токио. В ходе турне, которое завершилось 31 декабря 1965 года, во время спиритического сеанса американский медиум Артур Форд сообщил Мун Сон Мёну, что тому «суждено стать глобальным духовным лидером».
1 мая 1966 года вышло второе издание труда «Божественный принцип», в котором излагаются принципы учения Мун Сон Мёна.
С 12 июня по 21 июля 1967 года прошло турне Мун Сон Мёна по Японии. Основным противником его движения в Японии была коммунистическая партия, и 13 января 1968 года он создал Международную Федерацию победы над коммунизмом с целью исследования и критики коммунистической теории и системы, а также для проведения антикоммунистических мероприятий. Ее японское отделение было открыто 1 апреля того же года. Со 2 февраля по 2 мая 1969 года Мун Сон Мён отправился во второе мировое турне по Японии, Европе и США. В ходе турне 23 мая в Японии он провел конференцию антикоммунистических лидеров и 7 октября — публичный митинг за победу над коммунизмом.

## 1970-е годы: переезд в США
В 1970 году Мун Сон Мён начал межрелигиозную деятельность. 15 апреля его церковь присоединилась к Ассоциации религий Кореи. 15 июля состоялась его первая встреча с руководителями нескольких религий в сеульской штаб-квартире его церкви. На следующий год он перенёс центр деятельности из Кореи в США, где выступал с публичными проповедями об опасности свободного секса и с призывами к общественности США вернуться к консервативным ценностям. С 5 декабря 1971 года по 8 мая 1972 года он с супругой провел третье мировое турне, посетив с пасторским визитом 15 стран.
С 3 февраля по 9 марта 1972 года Мун Сон Мён провёл турне с публичными выступлениями по семи городам США. Он выступал в течение трёх вечеров подряд в каждом городе. 26 ноября 1972 года в Нью-Йорке Мун Сон Мён основал и провел первую Международную конференцию за объединение наук.
30 апреля 1973 года Мун Сон Мён получил вид на жительство в США. 

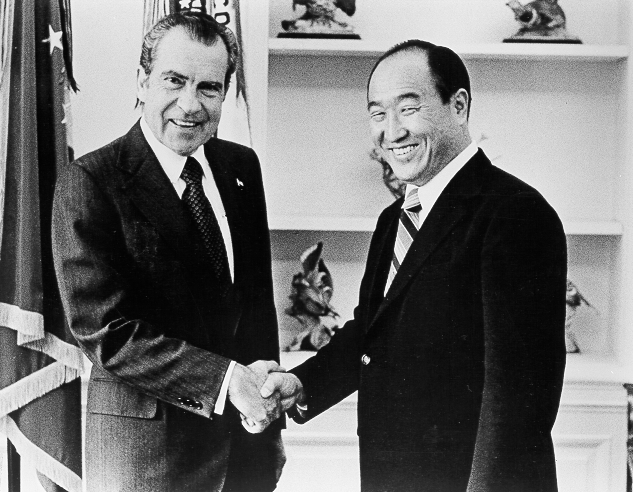
Встреча През. Ричарда Никсона и Мун Сон Мёна, Белый дом, Вашингтон, США, 1 февраля 1974 год

С 1 октября 1973 года до 30 января 1974 года Мун Сон Мён осуществил турне по 21 городу Америки с выступлениями в каждом городе три вечера подряд. По окончании турне 1 февраля 1974 года Мун Сон Мёна принял в Овальном кабинете Президент США Ричард Никсон. Поводом для встречи стал Уотергейтский скандал, для преодоления последствий которого церковь проводила национальную кампанию с призывом к американцам простить президента. Мун Сон Мёна сопровождал административный судья Джозеф Б. Кеннеди, также консультирующий Корейский фонд культуры и свободы, организацию, созданную Мун Сон Мёном, известный политический комментатор Стенли Брюс Хершенсон и Пак Похи. После этой встречи с 15 февраля по 21 апреля Мун Сон Мён отправился в турне по 32 городам Америки и выступил на тему «Новое будущее христианства».
В 1975 году Мун Сон Мён провёл демонстрацию с участием 1,2 млн человек на острове Йойдо реки Ханган в Сеуле, Южная Корея, с призывом к сплочению нации Южной Кореи перед лицом возможной коммунистической угрозы. В том же году он провел мирный митинг с участием 300 000 человек у Монумента Вашингтону, где провозгласил, что хочет навести мосты с Советским Союзом и провести там следующее глобальное публичное мероприятие.
В 1975 году Мун Сон Мен создал Международный фонд помощи и дружбы, проводящий благотворительные программы на Ближнем Востоке, Гаити, африканских странах.

## 1980-е годы: бизнес и антикоммунистическая деятельность
В 1980 году Мун Сон Мён предложил идею создать сеть предприятий по ловле рыбы и распространению морепродуктов. Он открыл компанию «Тру Уорлд Груп». Её предприятия действовали по всей территории США. Крупнейшая в мире сеть более чем из 9000 суши-ресторанов монополизировала рынок морепродуктов в США. По опросу газеты Чикаго Трибьюн 14 из 17 известных ресторанов в Чикаго получали поставки от этой компании.
В 1980 году по его инициативе была основана антикоммунистическая образовательная организация CAUSA Интернешнл, которая в 1980-е годы вела деятельность в 21 стране, проводила семинары и конференции, лоббировала антикоммунистические кампании чтобы правительство США оказывало помощь «контрас». В 1986 году CAUSA Интернешнл выпустила антикоммунистический документальный фильм Никарагуа был нашим домом.
В 1982 году состоялась премьера фильма «Инчхон» о Корейской войне, производство которого финансировал Мун Сон Мён. Суммарные затраты составили свыше 50 млн долларов, но фильм был враждебно встречен критиками.
В 1982 году на организуемой им ежегодной Международной конференции за объединение наук он вручил премию мира в 200000 долларов нобелевскому лауреату по физике Юджину Вигнеру.
В мае 1984 года основанный Муном антикоммунистический Фонд Верховенство свободы спонсировал поездку в Центральную Америку четырёх сотрудников фракции республиканцев в Сенате — помощников сенаторов Стива Симмса, Роберта Кастена и Уильяма Армстронга, где они встретились с руководством стран и с посольствами США в Гондурасе и Гватемале, а также присоединились к делегации американских наблюдателей за президентскими выборами в Сальвадоре. Он так же открыл книжное издательство Парагон Хаус в Плаза Дага Хаммаршёльда Манхэттена в Нью-Йорке.
15 ноября 1984 года за поддержку Аргентины в 1982 году во время Фолклендской войны с Великобританией и за «щедрую помощь нациям Латинской Америки в их трудные времена» Мун Сон Мён получил почётную докторскую степень от ректора Римского Католического университета Ла-платы Аргентины, несмотря на протест со стороны Святого Престола. Церемония состоялась в United Nations Delegates Dining Room в штаб-квартире ООН.
В ходе Сеульской олимпиады 17 сентября — 2 октября 1988 года Мун Мон Мён направил группы волонтеров помогать командам, приехавшим из коммунистических стран, 27 сентября объявил о Всемирном фестивале культуры и спорта, который с тех пор регулярно проходил до 2005 года.

## 1990-е годы: диалог с СССР, КНР, КНДР
В апреле 1990 году Мун Сон Мён посетил СССР для участия в XI Международной конференции Всемирной ассоциации средств массовой информации, а также встретился с Михаилом Горбачёвым. Во время встречи Мун Сон Мён предложил идеи по экономическим и политическим преобразованиям в Советском Союзе — открыть дипломатические отношения с Республикой Корея, предоставить свободу вероисповеданий народу СССР и избавить страну от памятников Ленину. Также он посетил Успенский собор Московского Кремля и провозгласил его «Святой землёй».
В 1991 году встречался с Ким Ир Сеном, руководителем КНДР, для обсуждения путей достижения мира на Корейском полуострове, возможности поездок через границу для встреч разделенных Корейской войной семей, постройки в КНДР автомобильного завода.
В 1992 году Мун Сон Мён основал Федерацию женщин за мир во всем мире, отправив 1600 женщин-волонтеров в 160 стран мира для ухода за детьми и искоренения нищеты, голода, неграмотности и СПИДа. Три филиала федерации в разных странах мира получили консультативный статус в ЭКОСОС ООН. Также федерация вошла в состав Комиссии ООН по устойчивому развитию. В этом же году Мун Сон Мён провел Церемонию благословения для 300000 пар на Олимпийском стадионе в Сеуле.
В 1994 году Мун Сон Мён был официально приглашён на похороны Ким Ир Сена несмотря на отсутствие дипломатических отношений КНДР с Южной Кореей. В 2011 году после смерти Ким Чен Ира возложить венок ездил в Пхеньян его младший сын.
Международный фонд образования аффилированный с Мун Сон Мёном развернул свою деятельность в КНР и открыл офис в Министерстве здравоохранения Китая в Пекине.
В 1995 году он вложил в находящийся на грани банкротства Бриджпортский университет 98 миллионов долларов. «Если вам попался благодетель такой величины, то вы не просто пожимаете ему руку и благодарите. Без него университету пришёл бы конец,» — объяснил значение события Ричард Рубинштейн, президент университета. Три года спустя Мун Сон Мён пожертвовал университету дополнительно 15 миллионов долларов. 

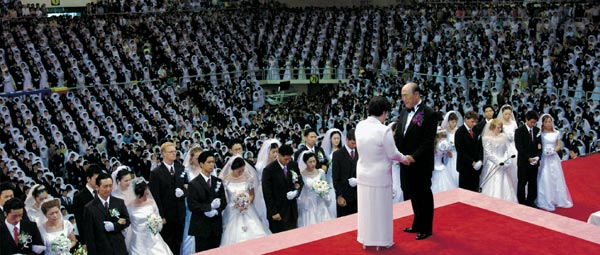
Церемония Благословения, Республика Корея, 2010 год

В 1997 году Мун Сон Мён учредил Федерацию семей за объединения и мир во всем мире. Он подчеркнул, что это событие знаменует общечеловеческий переход в эру семьи. В ответ ЛГБТ-сообщество выступило с критикой высказываний Мун Сон Мёна в поддержку брака как союза мужчины и женщины и против свободного секса, но его отрицательная оценка пропаганды гомосексуальности осталась неизменной. В 2000 году Мун Сон Мён был награждён Шнобелевской премией по экономике «за достижение эффективности и постоянное развитие индустрии массовых бракосочетаний». Мун провёл: 36 бракосочетаний в 1960 году, 430 бракосочетаний в 1968 году, 1800 бракосочетаний в 1975 году, 6000 бракосочетаний в 1982 году, 30000 бракосочетаний в 1992 году, 360000 бракосочетаний в 1995 году, 36000000 бракосочетаний в 1997 году. Также Мун вошёл в Книгу рекордов Гиннесса за проведение свадеб с рекордным числом сочетающихся браком.

## 2000-е годы: Федерация за всеобщий мир
В 2000 году, выступая в ООН, Мён Сон Мён предложил создание межрелигиозного совета при ООН, строительство моста-туннеля через Берингов пролив и создание зон мира в местах международных конфликтов, как в демилитаризованной зоне между КНДР и Республикой Корея.
В 2000 году Первый Президент Замбии Кеннет Каунда и 68-й Премьер-министр Великобритании Эдвард Хит приняли участие на праздновании 80-го дня рождения Муна наряду с 3000 другими почётными гостями. Премьер-министр Эдвард Хит в своём поздравительном обращении сказал:

Значение данного празднования по случаю 80-го дня рождения заключается в том, чтобы показать чего он достиг в жизни. Есть много людей, чьи взгляды не совпадают со взглядами г-на Муна, но это вполне естественно. Данные споры являются следствием тех обстоятельств, когда истине не дают выйти наружу.
В 2003 году Мун Сон Мён объявил о Футбольном кубке мира (Peace Cup). Футбольный чемпионат вошёл в систему ФИФА, ежегодный приз победителю кубка составлял 2 миллиона Евро.
В 2004 году Мун Сон Мён в Здании Сената США имени Дирксена перед членами Конгресса США сделал провозглашение, что «он является Мессией, Спасителем, Господом Второго Пришествия и Истинным Родителем». Провозглашение последовало за церемонией награждения его и его супруги короной миротворца, которое провел конгрессмен Дэнни Дэвис. 

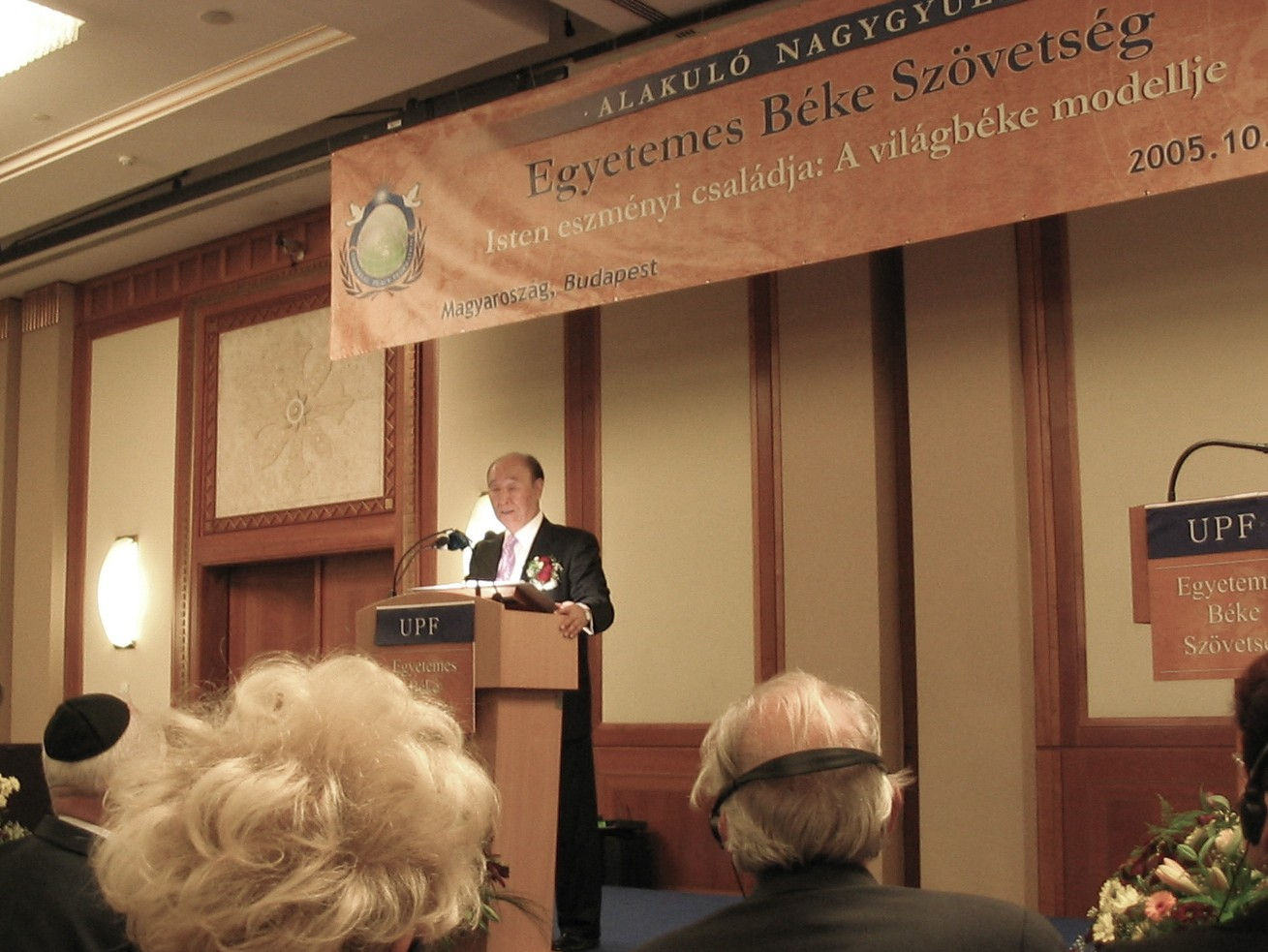
Выступление Мун Сон Мёна в Будапеште, Венгрия в ходе турне по 120 странам по случаю открытия Федерации за всеобщий мир, 28 октября 2005 года

12 сентября 2005 года Мун Сон Мён провёл инаугурацию Федерации за всеобщий мир в концертном зале им. Алисы Тулли, Линкольн-центр, Нью-Йорк, США. В своем выступлении по этой случаю он указал целью организации — дополнение миротворческой функции ООН. Начиная с 20 сентября он совершил турне по 120 странам с тем же выступлением в поддержку Федерации за всеобщий мир. В ходе турне он призвал к поддержке создания туннеля-моста через Берингов пролив между США и Россией. 7 января 2008 года Мун Сон Мён провёл инаугурацию Фонда мира и объединения, на который возложена задача исследования, проектирования и дальнейшего строительства туннеля под Беринговым проливом.
В 2008 году в Южной Корее вертолёт, в котором находился Мун Сон Мён, из-за плохой погоды в горной местности разбился. 15 человек, включая Мун Сон Мёна и членов его семьи успели выбраться. Через 20 минут после эвакуации вертолёт взорвался и сгорел. Экипаж и пассажиры получили незначительные ранения и были доставлены в ближайший госпиталь. Некоторые очевидцы называли этот случай «чудом», так как почти все отделались лишь лёгкими ушибами. Мун Сон Мён на следующий день был выписан.
В 2009 году издательство Гимм-Ёнг Паблишерс издало автобиографию Мун Сон Мёна «Человек планеты, любящий мир».

## 2010-е годы: переезд в Корею
19 февраля 2010 года на праздновании 90-летия Мун Сон Мёна около 1000 высокопоставленных лиц со всего мира прислали в Республику Корея подарки и поздравительные открытки, включая лидера КНДР Ким Чен Ира, Президента США Барака Обаму и Премьер-министра Японии Ясухиро Накасонэ.
В 2011 году Мун Сон Мён в возрасте 91 года спроектировал непотопляемый катер длиной в 7 м с особой конструкцией резинового дна. 17 февраля шхуна «Чхонджонхо» была спущена на воду.
В 2011 году было завершено строительство гостиницы: $ 18-миллионный проект Мун Сон Мёна на принадлежащем ему курорте The Ocean Resort в Ёсу, месте проведения Экспо-2012. На церемонии открытия присутствовал губернатор области. В этом же году, в возрасте 91 года, Мун Сон Мён выступал в региональной Штаб-квартире ООН в Женеве с обсуждением Целей развития тысячелетия.

## Смерть
13 августа 2012 года Сон Мён Мун заболел пневмонией и был доставлен в критическом состоянии в сеульскую Свято-Мариинскую больницу при Католическом университете Кореи. 31 августа 2012 года он был транспортирован из Свято-Мариинской больницы в медицинский центр Чхонсим, принадлежащий Церкви объединения. По заключениям врачей Свято-Мариинской больницы состояние Мун Сон Мёна необратимо ухудшалось и появлялись дополнительные осложнения. 2 сентября (по корейскому времени — 3 сентября) Мун Сон Мён скончался в корейском городе Капхён на 93-м году жизни.
Согласно Уолл Стрит Джорнал, смерть Мун Сон Мёна могла вылиться в серьёзный вызов правительству Южной Кореи, если северокорейская сторона попросила бы разрешения принять официальную делегацию скорбящих. Президент Южной Кореи Ли Мён Бак возложил венок усопшему. Глава КНДР Ким Чен Ын возложил венок в конференц-зале «Мансудэ» Верховного народного собрания КНДР и посмертно вручил Мун Сон Мёну национальную награду за «патриотические заслуги перед страной в делах по достижению мирного воссоединения страны и всеобщего процветания нации». Для участия в награждении в Пхеньяне  южнокорейскую делегацию возглавлял младший сын Мун Хёнг Джин. Ким Чен Ын, глава КНДР, через Центральное телеграфное агентство Кореи выразило соболезнования:

Хотя он перешёл в мир иной, его усилия и подвиги по примирению и объединению нации, воссоединению страны и миру во всём мире не предадутся забвению.

## Наследие
Совокупность организаций, учрежденных лично или по инициативе Мун Сон Мёна, именуется Движением объединения. Оно включает десятки проектов в областях культуры, средств массовой информации, межнациональной и межрелигиозной деятельности, миротворчества и предпринимательства.

## Взгляды
Основа философско-религиозного мировоззрения Мун Сон Мёна изложена в Божественном принципе и состоит в том, что отношения Бога и людей представляются как отношения родителя и детей, и целью творения было создание совершенной семьи. Покончить со страданиями, достичь всеобщего мира и согласия возможно только преодолев три главных преграды: нравственный эгоцентризм, разобщённость мировых религий и всепроникающее влияние атеизма. Бог, согласно Мун Сон Мёну, есть вечная энергия, существующая между мужским и женским началом. Грехопадение Евы, которое, по мнению Мун Сон Мёна, произошло вследствие того, что после греховной связи Евы с сатаной все её потомки оказались в кровном родстве с ним, привело к потере веры и извращению изначального идеала истинной любви. Исходя из этого, спасти человечество могут только совершенные мужчина и женщина, которые должны появиться в мире для создания совершенной семьи. Таким образом, для спасения людей Бог послал Мессию — Иисуса, который был не понят современниками, отвергнут и распят, дав людям лишь духовное спасение, но так и не завершив свою основную задачу «второго Адама» — создание совершенной семьи. Поэтому потребовалось рождение «третьего Адама». Сам он на вопрос, является ли он Мессией, отвечал: «Да, являюсь, как и вы, и вы, и вы тоже», указав на всех присутствующих. Корею он считал «главной провиденциальной страной», считая так же необходимым человечеству владычествовать нам миром земным и духовным.

## Семья

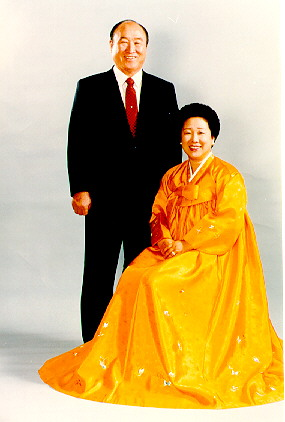
Мун Сон Мён и Хан Хакча

В ноябре 1943 года после возвращения в Корею из Японии Мун Сон Мён женился на Сан Kил Чой. В этом же году он был арестован на три месяца. В апреле 1946 года у него родился сын, и через 2 месяца после его рождения он отправился в Северную Корею. Частые разлуки тяжело сказались на отношениях супругов. После развода в 1953 году бывшая жена и сын от первого брака оставались последователями его церкви. Младший из двух его сыновей от первого брака погиб в железнодорожной катастрофе.
В 1960 году он вступил в брак с Хан Хакча, у них 14 детей и более 40 внуков. Последователи обращаются к Хан Хакча «Истинная Мать», и вместе с Мун Сон Мёном («Истинный Отец»), по мнению членов церкви, они являются «Истинными Родителями». Их семью в церкви называют «Истинная семья» и детей — «Истинные дети».
Четверо их детей являются выпускниками Гарвардского университета. Мун Сон Мён похоронил четверых детей. Один из сыновей — Мун Ёнчжин по версии следствия покончил жизнь самоубийством. Вторая дочь умерла в младенчестве. 2 января 1984 года Мун Хын Джин, второй сын Мун Сон Мёна и Хан Хакча, погиб в автомобильной аварии в штате Нью-Йорк. Мун Хын Джин официально считается церковью «королём духов» на небесах. После смерти Мун Хын Джина несколько членов церкви объявили, что они получили медиумические послания от его духа. Члены церкви верили, что Мун Хын Джин руководил в духовном мире обучением умерших учению церкви.
Мун Хён Джин дважды выступал в соревнованиях по конному спорту за сборную Республики Кореи на Летних Олимпийских играх в Сеуле (1988) и Барселоне (1992). Мун Хёнг Джин (младший сын) встречался с Далай-ламой. У Мун Кукчина, гарвардского выпускника, брал интервью Уолл Стрит Джорнал, о нем писал журнал Forbes. Он руководит оружейной компанией Кахр-Армс, в связи с чем семью подвергают критике. Одна из дочерей, Мун Сонджин (кор.문선진) была президентом компании Сеиль Трэвел.

### Критика
По официальным данным Мун Сон Мён женат был только дважды. Развод в первом браке по одним данным инициировала его супруга, не выдержав негативного отношения общества к мужу. Согласно критикам, утверждения которых церковь отрицает, Мун вступал в брак пять раз, первый раз женившись в 1934 году на Сан Kил Чой (англ. Sun Kil Choi) с которой развёлся в 1953 году от которой имеет сына, а также, по некоторым сведениям, не разведясь с Чой женился на Мун Хи Ким (англ. Myung Hee Kim). А последний раз женился на Хан Хак Ча являвшейся дочерью его домашней работницы, когда ему самому было 40 лет. Мун Хёджин, старший сын Мун Сон Мёна, (англ. Hyo Jin Moon) страдал от наркозависимости и алкоголизма и два раза находился на лечении в наркологических центрах. Суд удовлетворил требование Хон Нансук (англ. Nansook Hong) — жены Мун Хёджина — о расторжении брака с ним из-за частого физического насилия по отношению к ней со стороны мужа. Другая дочь Мун Сон Мёна — Мун Анджин «сбежала от своего мужа в Вирджинию и пыталась через суд забрать своих детей, чтобы никогда не возвращать их в организацию». В 1998 году Хон Нансук, которая вышла замуж за его сына Мун Хёджина, когда ей было 15, а ему 19 лет, опубликовала автобиографию In the Shadow of the Moons: My Life in the Reverend Sun Myung Moon's Family.

## Преследования

### Аресты и тюремные заключения в Северной и Южной Корее
В октябре 1944 года Мун Сон Мён был арестован и подвергся пыткам в полицейском участке провинции Кёнги за участие в подпольном антияпонском движении. В феврале 1945 года он освободился из полицейского участка провинции Кёнги, вернулся в Чонджу для поправки здоровья.
11 августа 1946 года Мун был заключён в тюрьму Тэдон. Его задержала полиция Северной Кореи и удерживала в течение трёх месяцев для ведения следствия. Он был подвергнут пыткам, но освобождён 21 ноября 1946 года без предъявления обвинения.
22 февраля 1948 года там же, в Северной Корее, Мун Сон Мён был задержан отделом служебных расследований Пхеньяна и 7 апреля приговорён к пяти годам тюремного заключения за «нарушение общественного порядка», переведён в пхеньянскую тюрьму. Протестантские пасторы написали на него заявление в полицию, обвиняя в том, что несколько прихожан их церквей перешли к Мун Сон Мёну, поскольку верили в то, что он тот мессия, о котором пророчествовали. Незадолго перед заключением, пока шло следствие, он был отлучён от пресвитерианской церкви Северной Кореи за «еретические выступления». 20 мая он был переведён из пхеньянской тюрьмы в трудовой лагерь Понгун. 21 июня переведён в особый трудовой лагерь Хыннам в Токри провинции Хыннам. 9 сентября 1948 года срок заключения был сокращён до трёх лет и четырёх месяцев по случаю годовщины создания правительства Северной Кореи. Мун Сон Мён провел в концентрационном лагере два года и восемь месяцев и покинул его 14 октября 1950 года во время начавшейся в 1950 году Корейской войны американскими войсками под командованием генерала Дугласа Макартура.
11 мая 1955 года 14 молодых последователей последователи церкви Муна были исключены из университета Ихва. 7 июня из университета Ёнсе по той же причине были исключены два студента и уволены шесть профессоров. В связи с этим скандалом 4 июля 1955 года Муна и четырёх пасторов церкви заключили в тюрьму Содэмун. Мун Сон Мёну были выдвинуты следующие пункты обвинения: аморальное поведение, двоежёнство, изнасилование, половое извращение, удерживание людей против их воли. Обвинения широко циркулировали в прессе. После проведённого следствия обвинения не подтвердились, он был освобождён 4 октября, пробыв в следственном изоляторе три месяца.
В октябре-ноябре 1955 года Мун Сон Мён предстал перед южнокорейским судом по обвинению в уклонении от воинской службы, но был оправдан, поскольку суд установил, что он в это время отбывал заключение в концентрационном лагере.

### Тюремное заключение в США
Непопулярные взгляды Мун Сон Мёна вызывали недовольство либеральных кругов в американском обществе. В 1982 году Мун Сон Мёну был предъявлен ультиматум правительством США: либо обвинение в неуплате налогов и подделке документов, либо невозвращение в США. Он вернулся в США из принципиальных соображений и 26 июня дал показания в юридическом подкомитете Сената по вопросам конституции на тему о религиозной свободе. Он был осуждён на 18 месяцев, заключён в тюрьму Денбери, Коннектикут с 20 июля 1984 по 20 августа 1985 года. Также на него был наложен штраф в размере $25 000. В его поддержку выступил ряд религиозных движений США и проводились массовые демонстрации. Мун Сон Мён был освобожден после расследования по соблюдению Конституции Комитета по делам юстиции Сената США. Один из сыновей в своём интервью Кориа Дейли сказал, что в те времена остракизм по отношению к азиатам в США был вызван войной во Вьетнаме. Сам Мун Сон Мён по этому поводу сказал: «Будь я белым человеком или традиционным пресвитерианцем, я бы не попал в тюрьму. Я попал сюда, потому что моя кожа жёлтого цвета» — добавил он, также сказав, что «в Америке царит расизм и религиозная нетерпимость», и что «он не злоупотребил ни центом».

### Ограничения на въезд в Европу и Японию
В 1995—2006 годах Мун Сон Мёну и его жене был запрещён въезд в Германию на основании отнесения Церкви объединения к сектам, чья деятельность представляет опасность для молодёжи. В ноябре 2006 года вопрос о запрете на въезд стал предметом рассмотрения в Федеральном конституционном суде Германии в контексте ущемления религиозных прав и свобод, и был снят в мае 2007 года, так как подобная мера может применяться только для предотвращения угрозы общественной безопасности и порядку или национальной безопасности. Равным образом ранее Мун Сон Мёну был запрещён въезд в Великобританию и в 14 стран Шенгенской зоны, который был так же впоследствии снят. Также ему был запрещён въезд в Японию.

## Награды и знаки отличия
- Орден объединения родины (КНДР), посмертно;
- Награда от К-лиги за миротворчество посредством развития футбола[151];
- Почётная степень доктора от колледжа Риккор, штат Мэн (9 декабря 1975)[142];
- Почётная степень доктора от Национального университета Ла-Плата, Аргентина (15 ноября 1984)[142];
- Почётная степень доктора от колледжа Шо Дивинити, Роли, Северная Каролина (11 мая 1985);
- Почётная степень доктора от Библейской теологической семинарии (1985);
- Почётная степень доктора от Веннардского колледжа (1985);
- Почётная степень доктора гуманитарных наук от Бриджпортского университета. Бриджпорт, Коннектикут (7 сентября 1995)[152];
- Почётный профессор Государственного Педагогического Университета в Кыргызстане;
- Почётная степень доктора литературы от Университета китайской культуры, Тайбэй, Тайвань (22 апреля 1999);
- Почётный профессор Института «Верхневолжье» в России (2000)[142];
- Почётная докторская степень от «Университетского института исследований и образования», Сальвадор, Баия, Бразилия (2000);
- Почётная докторская степень в области богословия от Теологической семинарии Объединения. Бэрритаун, Нью-Йорк (21 июня 2001);
- Почётная докторская степень в области теологии от университета «Сон Мун», Чхонан, Республика Корея (14 апреля 2002);
- Почётная докторская степень в области языкознания и литературы от Национальной академии наук Кыргызстана (14 октября 2006)[23].

### Научная
- Biermans, J. 1986, The Odyssey of New Religious Movements, Persecution, Struggle, Legitimation: A Case Study of the Unification Church Lewiston, New York and Queenston, Ontario: The Edwin Melton Press ISBN 0-88946-710-2
- Breen, Michael (1997). Sun Myung Moon: The Early Years, 1920—1953. Hurstpierpoint, West Sussex: Refuge Books
- Durst, Mose. 1984. To bigotry, no sanction: Reverend Sun Myung Moon and the Unification Church. Chicago: Regnery Gateway. ISBN 978-0-89526-609-5
- Fichter, Joseph Henry. 1985. The holy family of father Moon. Kansas City, Mo: Leaven Press. ISBN 978-0-934134-13-2
- Ford, Arthur (1968). Unknown But Known: My Adventure into the Meditative Dimension. New York: Harper and Row.
- Gullery, Jonathan. 1986. The Path of a pioneer: the early days of Reverend Sun Myung Moon and the Unification Church. New York: HSA Publications. ISBN 978-0-910621-50-2
- Hickey, Patrick 2009, Tahoe Boy: A journey back home. John, Maryland: Seven Locks Press. ISBN 978-0982229361
- Introvigne, M., 2000, The Unification Church, Signature Books, ISBN 1-56085-145-7
- Judah, J. S., ed. M. Mickler, Introduction to the History and Beliefs of the Unification Church.” In The Unification Church in America: A Bibliography and Research Guide (1987) 3–30.New York: Garland
- Kim, Young Oon, 1980, Unification Theology, Barrytown, NY: Unification Theological Seminary, LCCN 80-52872
- Mickler, Michael L. (1980). ‘A History of the Unification Church in the Bay Area: 1960-74’. M.A. Thesis, Graduate Theological Union, Berkeley CA.
- Mickler, Michael L.. (2023). The Unification Church Movement. N.p.: Cambridge University Press.
- Pokorny Lukas and Franz Winter, eds. Handbook of East Asian New Religious Movements (2018) Leiden and Boston: Brill, 321–342
- Pokorny, Lukas. ”Kingdom-Building” through Global Diplomatic and Interfaith Agency: The Universal Peace Federation (UPF) and Unificationist Millenarianism (2022)           Department of Religious Studies, University of Vienna
- Sherwood, Carlton. 1991. Inquisition: The Persecution and Prosecution of the Reverend Sun Myung Moon. Washington, D.C.: Regnery Gateway. ISBN 978-0-89526-532-6
- Sontag, Frederick. 1977. Sun Myung Moon and the Unification Church, Abingdon Press. ISBN 0-687-40622-6
- Ward, Thomas J. 2006, March to Moscow: the role of the Reverend Sun Myung Moon in the collapse of communism. St. Paul, Minn: Paragon House. ISBN 978-1-885118-16-5
- Yongbok, Y. and Massimo Introvigne. Problems in Researching Korean New Religions: A Case Study of Daesoon Jinrihoe (2018) Journal of CESNUR 2, no. 5 (September–October 2018): 84–107
- Артемьев А.И., Колчигин С.Ю., Цепкова И.Б. «Философия и история религии. Религии в Казахстане, Хрестоматия» // Алматы, ТОО "Антей" — 2002. — C. 439. — 504 с. ISBN 5-7090-0359-X
- Артемьев А.И. «Религиеведение: основы общего религиеведения, история религий, религии в Казахстане» // Алматы, Издательство "Бестау" — 2011. — C.338. — 380 c. ISBN 978-601-281-025-7
- Кантеров Игорь. Новые религиозные движения в России (религиоведческий анализ). — М., 2006. — 472 с.
- Элбакян Е.С. «Энциклопедия религий» // Москва, Академический проект — 2008. — C.1401. — 1520 c. ISBN 978-5-8291-1084-0, 978-5-98426-067-1
- Егоров, В.А. Мун Сон Мён (1920-2012). К столетию со дня рождения // Многообразие религиозных форм современной России. - Санкт-Петербург, Издательство Русской христианской гуманитарной академии, — 2022. —C.162-184.  ISBN 978-5-907505-70-4
- Забияко А.П., Красников А.Н., Элбакян Е.С. «Религиоведение - энциклопедический словарь» // Москва, Академический проект, — 2006. —  C.1174. — 1256 c. ISBN 5-8291-0756-2
- Прусак М.М., Борщев В.В. «Религиозные объединения Российской Федерации, Аналитическое управление Аппарата Совета Федерации Федерального Собрания Российской Федерации» // Москва, Издательство "Республика", — 1996. — C. 146. — 271 c. ISBN 978-5-250-02609-5
- Статистика религиозных организаций (2006 г.). // Свобода совести в россии: исторический и современный аспекты. Выпуск 6. Сборник статей. — М. — СПб.: Российское объединение исследователей религии. 2008
- Фишер М.П. «Живые религии» // Москва, Издательство "Республика", — 1997. — C. 313. — 368. ISBN 5-250-02654-0
- Элбакян Е. С. Новые религии западного происхождения в современной России: общие характеристики и специфические черты // Новые религии в России: двадцать лет спустя. Материалы Международной научно-практической конференции. Москва, Центральный дом журналиста, 14 декабря 2012 7. — М., 2013.
- 反証櫻井義秀・中西尋子著『統一教会』, 魚谷俊輔／著 . 出版社名. 世界日報社. ページ数	７９５ｐ. 発売日	2024年12月. ISBN 978-4-88201-102-6

### Аффилированная
- Moon, Sun Myung. Cheon Seong Gyeong. Prepared by the Family Federation for World Peace and Unification. Seoul: Seong Hwa Press, 2005.
- Moon, Sun Myung. Ch’eongnyeon-e Kalgil [The Way of Young People]. Seoul: Holy Spirit Association for the Unification of World Christianity, 1991.
- Moon, Sun Myung. Ch’ukbok-gwa Isang Kajan [Blessing and Ideal Family]. Prepared by the Family Federation for World Peace and Unification. Seoul: Seong Hwa Press, 1998.
- Moon, Sun Myung. Ddeut Gil [The Way of God’s Will]. Prepared by the Family Federation for
- World Peace and Unification. Seoul: Seong Hwa Press, 1997.
- Moon, Sun Myung. God’s Will and the World. New York: Holy Spirit Association for the Unification of World Christianity, 1980.
- Moon, Sun Myung. Hananim-ui Ddeut-gwa Segye [God’s Will and the World]. Prepared by the Family Federation for World Peace and Unification. Seoul: Seong Hwa Press, 1990.
- Moon, Sun Myung. Jisang Saenghwal-gwa Yoenggye [Earthly Life and the Spirit World]. 2 vols. Seoul: Holy Spirit Association for the Unification of World Christianity, 2000.
- Moon, Sun Myung. Moon Sun Myung Seonsaeng Malseum Seonjip [Sermons of the Reverend Sun Myung Moon]. 400+ volumes. Seoul: Seong Hwa Press, 1984.
- Moon, Sun Myung. Nam Bok Tongil [The Way of Unification of North and South Korea]. Seoul: Holy Spirit Association for the Unification of World Christianity, 1988.
- Moon, Sun Myung. Prayers: A Lifetime of Conversation with Our Heavenly Father. New York: HSA-UWC, 2000.
- Exposition of the Divine Principle. New York: Holy Spirit Association for the Unification of World Christianity, 1996
- Moon, Sun Myung, 2009, As a Peace-Loving Global Citizen. Gimm-Young Publishers ISBN 0-7166-0299-7
- Божественный принцип. Ассоциация святого духа за объединение мирового христианства. — 1997. — 450 с

### Публицистика
- Sontag, Frederick (1977) Sun Myung Moon and the Unification Church. Nashville, Tenn.: Abingdon.
- Unified Family (U.K.) (1972). ‘Excerpts from the Transcriptions of Sitting with the Late Arthur Ford, a World-known Medium’. The Principle Digest. No.33, Spring, pp. 7–8.
- Hong, Nansook (1998). In the Shadow of the Moons: My life in the Reverend Sun Myung Moon’s Family. Boston: Little, Brown and Company.
- Sherwood, Carlton. Inquisition: The Persecution and Prosecution of the Reverend Sun Myung Moon. Washington, D.C.: Regnery Gateway, 1991.
- Буайе Ж. Ф.[фр.]. Империя Муна = L’Empire Moon / Пер. с фр. Григорьев, Аркадий Маркович. — М.: Политиздат, 1990. — 352 с. — ISBN 5-250-00384-2.
- Wells, Jonathan (1997). ‘Theological Witch-Hunt: The NCC Critique of the Unification Church’. Journal of Unification Studies. Vol. 1, pp. 23–39.
- Конрад Лёв. «О „ведьмах“ и охотниках за ведьмами» / Москва, Издательство «Гуманитарий», 1995 г.
- Michael Breen. "Sun Myung Moon: The Early Years". Refuge Books, 1999.